# Agalinis strictifolia
Agalinis strictifolia là loài thực vật có hoa thuộc họ Cỏ chổi. Loài này được (Benth.) Pennell mô tả khoa học đầu tiên năm 1922.